# Peronosporaceae
Peronosporaceae sind eine Familie von Eipilzen, die 21 … 30 Gattungen mit mehr als 600 Arten umfasst. Die von ihnen verursachten Pflanzenkrankheiten werden meist als Falscher Mehltau bezeichnet.
Peronosporaceae sind obligat biotrophische Phytopathogene. Sie parasitieren die Wirtspflanzen, indem ein interzelluläres Myzel mit seinen Haustorien in die Wirtszellen eindringt. Die Arten der Familie reproduzieren sich asexuell durch Bildung von Sporangien an speziellen Hyphen, den Sporangiophoren, die sich unter der Oberfläche infizierter Blätter ausbreiten. Dies wird als „Falscher Mehltau“ wahrgenommen. Die Sporangien werden vom Wind auf die Oberflächen anderer Blätter übertragen. Je nach Gattung können die Sporangien „keimen“ und Zoosporen bilden (wie bei Phytophthora) oder Keimschläuche ausbilden. Im letzteren Fall verhalten sich die Sporangien wie Konidien und werden oft auch als solche bezeichnet. Die sexuelle Fortpflanzung erfolgt über Oosporen.
Die parasitierten Pflanzen sind Bedecktsamer, die meisten Arten der Peronosporaceae befallen Zweikeimblättrige. Einige Gattungen haben ein engeres Wirtsspektrum, z. B. befallen Basidiophora, Paraperonospora, Protobremia und Bremia Korbblütler (Asteraceae); Perofascia und Hyaloperonospora meist ausschließlich Kreuzblütler (Brassicaceae); Viennotia, Graminivora, Poakatesthia, Sclerospora und Peronosclerospora Süßgräser (Poaceae); Plasmoverna Hahnenfußgewächse (Ranunculaceae). Die artenreichsten Gattungen, Peronospora und Plasmopara, haben dagegen ein sehr großes Wirtsspektrum.
Ökonomische Bedeutung haben einige Arten der Peronosporaceae, die Wein (Plasmopara viticola) und Tabak (Peronospora tabacina) befallen. Die letztgenannte Art synchronisiert sogar die Sporenfreisetzung mit dem Sonnenaufgang, einer Zeit hoher Luftfeuchte und des Taufalls, so dass die Sporen weniger der Austrocknung und dem Licht ausgesetzt sind. Bremia lactucae ist ein Salat-Parasit, Plasmopara halstedii einer an Sonnenblumen.

## Systematik
Folgende Gattungen sind beschrieben:
- Baobabopsis[1]
- Basidiophora Roze & Cornu[1][2]
- Benua Constant.[1][2]
- Bremia Regel[1][2]
- Bremiella G.W.Wilson[2]
- Calycofera[1]
- Dicksonomyces Thirum., P.N.Rao & M.A.Salam[2]
- Eraphthora Telle & Thines[1][2]
- Graminivora Thines & Göker[1][2]
- Halophytophthora H.H.Ho & S.C.Jong[2]
- Hyaloperonospora Constant.[1][2]
- Nothophytophthora[1]
- Novotelnova Voglmayr & Constant.[1][2]
- Paraperonospora Constant.[1][2]
- Perofascia Constant.[1][2]
- Peronoplasmopara[2]
- Peronosclerospora (S.Ito) Hara[1][2]
- Peronospora Corda[1][2]
- Phytophthora de Bary[1][2]
- Plasmopara J.Schröt.[1][2]
- Plasmopora Schroeter, 1886[2]
- Plasmoverna Constant., Voglmayr, Fatehi & Thines[1][2]
- Poakatesthia Thines & Göker[2]
- Protobremia Voglmayr, Riethm., Göker, Weiss & Oberw.[1][2]
- Pseudoperonospora Rostovzev[1][2]
- Pseudoplasmopara[2]
- Pythiomorpha H.E.Petersen[2]
- Sclerophthora Thirum., C.G.Shaw & Naras.[1][2]
- Sclerospora J.Schröt.[1][2]
- Viennotia Göker, Voglmayr, Riethm., Weiss & Oberw.[1][2]